# Rödbrun fibi
Rödbrun fibi (Sayornis saya) är en fågel i familjen tyranner inom ordningen tättingar.

## Utseende och läte
Rödbrun fibi är en 17–19,5 cm lång, slank och rätt småhövdad tyrann. Likt övriga fibier vippar sittande fågel på stjärten. Ovansidan är ljusgrå, den tvärt avskurna stjärten svart och buken blekt rostfärgad. Sången består av en serie med relativt mörka visslade fraser, i engelsk litteratur återgiven som "pidiweew" och "pidireep". Lätet är ett melankoliskt "pdeer" eller "tueeee".

## Utbredning och systematik
Rödbrun fibi delas in i två underarter med följande utbredning:
- Sayornis saya saya – förekommer i torra buskmarker i Nordamerika (Alaska till Mexiko)
- Sayornis saya quiescens – förekommer på norra halvan av Baja California och Isla de Cedros

## Levnadssätt
Rödbrun fibi hittas i öppnare miljöer än andra fibier som prärie, tundra, jordbruksmark och fält. Födan består huvudsakligen av leddjur, ibland även frukt. Fågeln häckar från mitten av april till början av augusti i större delen av USA och Kanada, i Mexiko mellan mars och september.

## Status och hot
Arten har ett stort utbredningsområde och en stor population, och tros öka i antal. Utifrån dessa kriterier kategoriserar internationella naturvårdsunionen IUCN arten som livskraftig (LC). Världspopulationen uppskattas till 5,6 miljoner vuxna individer.

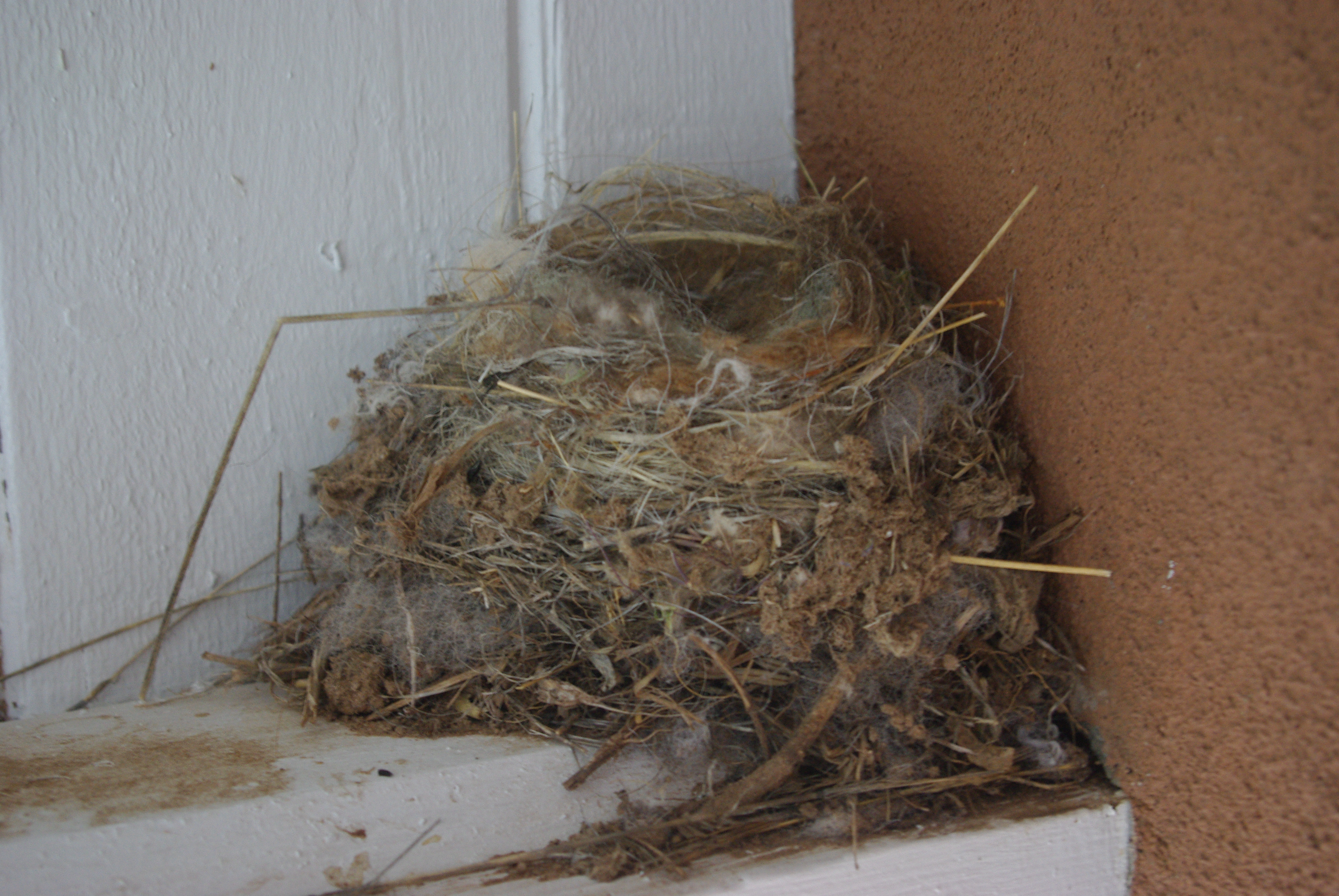